# Крюкова, Елена Николаевна
Еле́на Никола́евна Крю́кова — русский поэт, прозаик и искусствовед. Член Союза писателей России с 1991 г. Член Творческого союза художников России (секция: "Искусствоведение и критика"). Родилась в 1956 году в Самаре. Живёт в Нижнем Новгороде.

## Биография
Елена Крюкова родилась в Самаре. Прозаик, поэт. Член Союза писателей России. Профессиональный музыкант (фортепиано, орган, Московская консерватория).
Окончила Литературный институт им. Горького, семинар А. В. Жигулина (поэзия).  
Публикации: "Новый мир", "Знамя", "Дружба народов", "Нева", "Бельские просторы", "День и Ночь", Za-Za, "Сибирские огни", "Юность", "Нижний Новгород" и др.
Автор книг стихов и прозы (стихи: "Колокол", "Купол", "Сотворение мира", "Зеркало", "Ледоход", "Океан", "Колизей", "Реквием", "Знак огня"; романы "Юродивая", "Царские врата", "Пистолет", "Врата смерти", "Ярмарка", "Dia de los muertos", "Тибетское Евангелие", "Русский Париж", "Старые фотографии", "Беллона", "Рай", "Безумие", "Солдат и Царь", "Евразия", "Побег", "Земля", книга рассказов "Поклонение Луне" и другие книги).
Работает с издательствами Za-Za Verlag (Дюссельдорф), "ЭКСМО", "Время",  "Нобель-пресс", "ЛИТЕО" (Москва), "Бегемот" (Нижний Новгород), "Книги" (Нижний Новгород), Ridero (Екатеринбург).
В Za-Za Verlag (Германия) в 2017 году вышел роман "Евразия", в 2018 году вышли в свет роман "Побег" (первая часть проекта "Трилогия власти") и роман "Земля" (в издательствах Za-Za Verlag и Ridero).
В 2018 году готовятся к выходу три новые книги стихотворений.
Живет в Нижнем Новгороде.  Автор и куратор арт-проектов в России и за рубежом, искусствовед. Муж - известный художник Владимир Фуфачев.
Сферы литературных интересов – война и религия, острые проблемы современного общества, молодежь и революция, история России, архетипы храма и древнего символа-знака. В литературе автор, по его словам, ценит мощь формы, силу чувства, яркость творческих находок: «Люблю миф: настоящее искусство мифологично, маленькое это стихотворение или грандиозный эпос». Любимые авторы (проза): Милорад Павич, Виктор Астафьев, Михаил Шолохов, Питер Хег, Кормак Маккарти, Габриэль Гарсиа Маркес, Федор Достоевский, Лев Толстой, Владимир Набоков, о. Павел Флоренский, Томас Манн.
Любимые поэты: Публий Овидий Назон, Гавриил Державин, Александр Блок, Райнер Мариа Рильке, Сесар Вальехо, Габриэла Мистраль, Гийом Аполлинер.
О Елене Крюковой пишут литературные критики России Игорь Золотусский, Лев Аннинский, Наталья Игрунова, Павел Ульяшов, Валерия Пустовая, Мария Скрягина, Елена Сафронова, Роман Багдасаров, Кирилл Анкудинов, Людмила Антипова; русские поэты и писатели – Евгений Евтушенко, Захар Прилепин, Олег Ермаков, Владимир Корнилов, Юрий Попов, Владимир Леонович, Анатолий Жигулин, Петр Епифанов и другие известные литераторы.

## Премии и награды
Финалист литературной премии "Ясная Поляна" ("Юродивая", 2004).
Лауреат литературной премии им. Марины Цветаевой ("Зимний собор", 2010).
Лонг-листер литературной премии "Русский Букер" ("Серафим", 2010).
Лауреат Кубка мира по русской поэзии (Рига, Латвия, 2012).
Лауреат премии журнала "Нева" за лучший роман 2012 года ("Врата смерти", № 9 2012).
Лауреат Международной литературной премии Za-Za Verlag ("Танго в Париже", Дюссельдорф, Германия, 2012).
Лауреат региональной премии им. А. М. Горького ("Серафим", 2014).
Лауреат Пятого и Седьмого Международного славянского литературного форума "Золотой Витязь" ("Старые фотографии", 2014; "Солдат и Царь", 2016).
Лауреат Международной литературной премии им. И. А. Гончарова ("Беллона", 2015).
Дипломант литературной премии им. И. А. Бунина ("Поклонение Луне", "Беллона", 2015).
Лауреат Международной литературной премии им. А. И. Куприна ("Семья", 2016).
Лауреат Международной Южно-Уральской литературной премии ("Солдат и Царь", 2016).
Лауреат Международной Южно-Уральской литературной премии ("Старые фотографии", 2017).
Лауреат международной литературной премии имени Эрнеста Хемингуэя 2017.

## Критика
Прочел «Овидиеву тетрадь» Елены Крюковой. В «Гибели Рима» вдруг вспомнился «Андрей Рублев» Тарковского, его видение Страстей на снегу. И у Крюковой Рим какой-то очень русский. Некоторые стихи неожиданно напомнили мифологию Блейка, его картины, его странных персонажей: Лоса, Уризена. У Елены Крюковой Овидий показан в ореоле бессмертного, если вспомнить определение «Степного волка» Гессе. Он предстает в живописном видении. Стихи Елены отличаются необычной живописностью, так что ассоциация с Блейком-художником вполне объяснима. И написаны стихи пылающими красками. 
Олег Ермаков, Смоленск
Протягивая Адаму яблоко, не соблазняет. Кормит. Вытягивает с того света. Не в райских кущах происходит дело — скорее в джунглях, а по-нашему, «в тайгах», а ещё более по-нашему — в бараке сезонников, в приемном покое дурдома, в преисподней метро. И она, подёнка, сезонница, железнодорожка, прошедшая через стон вокзалов и вой кладбищ, не может обойтись без тысячелетних мифов, и вычитывает их из старинных книг, и все пытается соединить с этим стоном, с этим воем, с этим хрипом, с этим матом.
Христос у неё не по Тивериадской воде идет, Он бежит по тонкому байкальскому льду и, добежав, просит глоток водки, и на Него набрасывают тулуп.
<...> Такая оживит. Мертвого поднимет! Тут тебе не в горящую избу и не коня на скаку, тут – из духовного Чернобыля выволакиваться надо, и железных коней укрощать пожутче есенинских. И не традиционными средствами (соловей… роза… - в наших-то широтах?!), а тем спасать, что порождает и «соловья», и «розу», и весь эротический арсенал лирики на нашем колотуне. 
«Ибо Эроса нет, а осталось лишь горе – любить». 
Она любит. «Невидяще, задохнуто, темно. Опаздывая, плача, проклиная. До пропасти. До счастия. До края…» 
Нижегородка Елена Крюкова, стихи которой я цитировал, - ярчайшее дарование в лирике последних лет. Но я не о «лирике». Я о женской душе, которая соединяет в нас концы и начала, упрямо вчитывая «русское Евангелие» в нашу неповторимую жизнь. 

Лев Аннинский, Москва
По-моему, очень сильно пишет Елена Крюкова. Одно её стихотворение было напечатано в «Новом мире», и Евгений Евтушенко назвал его лучшей вещью года. И мне радостно, что мы здесь сошлись. Стихи, лишённые звука, для меня не стихи. Ведь вся подлинная русская поэзия необыкновенно звучна.

Ольга Таир
После того, как прочитаешь стихи Елены Крюковой, возвращения в спокойное прошлое, как мне показалось, с его радостями жизни быть не может; или, если оно и наступит, то ненадолго. Потому что мировоззрение Елены своим магнетизмом меняет всё вокруг, и особенно − настрой читателя; не исключено, что и в плане важных жизненных ценностей. 

Владимир Корнилов
Повествование отчасти напоминает притчу или сказание. И это в какой-то мере стало уже традиционной стилевой особенностью прозы Крюковой.

Станислав Секретов
Крюкова совершает акт, равнозначный дотоле неповторимому опыту Ивана Шмелева, - она вдыхает жизнь в обычаи и установления, волей истории отрезанные от нашей повседневности. Шмелев в эмиграции воссоздал уже не существующую Русь - Крюкова уходит во внутреннюю эмиграцию, сосредоточиваясь на образе церкви - такой живой и прекрасной, что сможет покрыть уродство и нищету российского быта.
О Елене Крюковой можно было бы сказать, что она творит на стыке живописи и саунд-драмы - если бы у этих видов искусства был стык. Крюкова находит соприкасающиеся стороны в том, что, на обыденный взгляд, разведено. Фрески и танец, вера и страсть в ее прозе сближаются, обмениваются репликами, вступают в многоголосый торжественный хор. Елена Крюкова то и дело рискованно пересекает границы религиозного канона. Но, парадоксально, реабилитирует веру как радость, свет жизни.

Валерия Пустовая
Мне безумно родным в прозе Крюковой оказалось это переплетение, и даже наезжание друг на друга разных пластов сознания, яви и снов, легенд и мечтаний, времен, голосов, ипостасей, миров. Хотя, наверное, это и не могло не показаться родным — именно в таком прекрасном хаосе каждый из нас и существует, даже если и не отдает себе в этом отчета. Это наваристый бульон нашей жизни.

Людмила Зуева, Нижний Новгород
Человек приходит к Богу, ибо Бог есть любовь; и вдруг выявляется, что зачем-то человеку положено вталкивать в себя и ненависть к Аллаху с Кришной, и безлюбо-целомудренную строгость к Насте. Человек не в силах понять, как возможно любить и не любить одновременно (он хочет любить, и только).
«Серафим» — сильнейший крик о неблагополучии, протест, идущий не из пространства иноконфессии или секты, а из самой глуби души, Софии, реальности…
Есть разные духовно-религиозные сигналы и феномены. Не думаю, что церковь должна откликаться на всё подряд: церковь не отвечает напрямую за мормонов, свидетелей Иеговы, сайентологов, «бажовцев», «мистических сталинистов» и эмокидов. Всё это для церкви дети, но — чужие дети.
То, что я вижу в «Серафиме» (да и не только там), — кровное, родное чадо, законное дитя православия (пускай даже дитя непослушное, доставляющее родителю горести и скорби).
Неужели его участь — как всегда — раздражённое невнимание, злоба, воинственное равнодушие?

Кирилл Анкудинов, Майкоп
Елена Крюкова – поэт; ее проза необычна и на сегодняшний день необычайна. Отказ от сглаженной реальности будней в пользу фантасмагории бытия говорит о стремлении к Истине – Ее колючие искры вспыхивают на каждой странице. Словарь и склад этой втягивающей, ворожащей речи отсылают память к древним причитаньям и плачам (эта Крюкова – к той, к Марфе Крюковой!), заклинаньям, челобитным, молитвам. Россия немыслима без такой абсолютной любови, соединяющей землю и небо.

Владимир Леонович, писатель
Проза Крюковой вызывает очистительные слезы. Она пишет, словно пальцами лепит не то из глины, не то из теста. Так, наверное, может писать только женщина-мать. Спасибо ей за память души, сердца земли и поколений на ней. Ее искусство вселяет надежду, что на русской земле будут ещё роды и роды, способные воспринять светлую весть. Это странно, ибо всё остальное внушает, что - нет, не будет ничего и никого, сгинет все, что ещё не сгинуло. А Крюкову читаешь – и думаешь: а ведь не сгинет.

Петр Епифанов, писатель
Стихи Елены Крюковой меня просто поразили оригинальностью и какой-то предметностью, телесностью. Это трагический эпос Быта, сквозь который произрастает Любовь. Библейская любовь, что-то от Адама и Евы. Интересно это столкновение духовного Храма и бытовой квартиры, коммуналки, общаги. В итоге всё равно получается Храм, где известное человеческое чувство сродни молитве. Творчество Елены Крюковой выделяется поистине глубокими переживаниями и акмеистической выразительностью. К тому же у неё своя тема, и значит, она цельная натура. 

Павел Ульяшов, литературный критик
Елена Крюкова - писатель страстный, иногда даже неистовый, и при этом мыслящий, верующий, удивляющий.
Крюкова начинала как один из самых сильных поэтов в России (и сильнейшим поэтом продолжает оставаться). Она, как мало кто другой, сумела перенести в прозу чувство ритма, сложную метафорику, чувство мифа. 

Захар Прилепин, писатель
Проза Крюковой объёмна – здесь сливаются вместе слово, звук, цвет; она звучит полифонией, фразы музыкальны, образы зримы. Несомненно, сильна у автора  драматургическая составляющая. Елену Крюкову интересует человек в трудных обстоятельствах, на грани, его размышления, переживания, личный выбор, поступок. И в то же время ей важно показать, как в судьбе человека отражается судьба страны. 

Мария Скрягина, писатель, литературный критик
Елена Крюкова обращается и к истории, и к современности. Ее волнуют контрастные темы: религия, политика, эмиграция. 
Автор пытается поднять событие до уровня мифологии, а сиюминутность – до уровня метафоры, символа-знака. Мост между мифом и ярко прописанными картинами реальности, жизни – вот творческое кредо писателя.

Ренэ Герра, славист, профессор Сорбонны, Франция
Сейчас есть ощущение, что после некоторой растерянности, вызванной общественными катаклизмами, у художников появляется новое дыхание. Настоящими открытиями для меня стали произведения Елены Крюковой из Нижнего Новгорода. Это литература со здоровым составом крови. Она внушает надежду на то, что мы духовно выздоровеем. Это зерно прорастет. 

Игорь Золотусский, писатель, литературный критик
Проза Елены Крюковой — пылающая, самобытная, экспериментальная. Ее можно и нужно читать фрагментами, это как изюм выковыривать из гигантской горячей булки, ибо, если впитывать слово за словом, образ за образом — это все равно, что нырнуть в кипящее варево и обуглиться заживо. 
Такая вот страстная температура у Елениных букв. 
Когда написано ТАК, мысли тебя покидают, обволакивает одна тишина, зависающая в храме после того, как умолкнет орган.
В меня она тоже вошла, тишина, а с нею - радость, звенящая радость…

Дина Яфасова, писатель, Дания
Книги Елены Крюковой очень выделяются на фоне нашей современной литературы – по прекрасному стилю, по бесподобному языку и особенно – по их метафизической глубине. 
«Юродивая» настолько пронизана такой нашей родной русской беспредельностью, что читаешь её, совершенно вживаясь в пространство текста. Книга абсолютно метафизична; она открывает целый космос и даже хаос русского міроздания, и, честно говоря, я не думаю, что в ближайшее время кем-то будет написано что-то подобное. И важно заметить и то, что в отличие, скажем, от Мамлеева, этот космос пронзительно чист, холоден и горяч одновременно; он растворяет в себе душу читателя.

Юрий Попов, писатель